# Mitch Berger

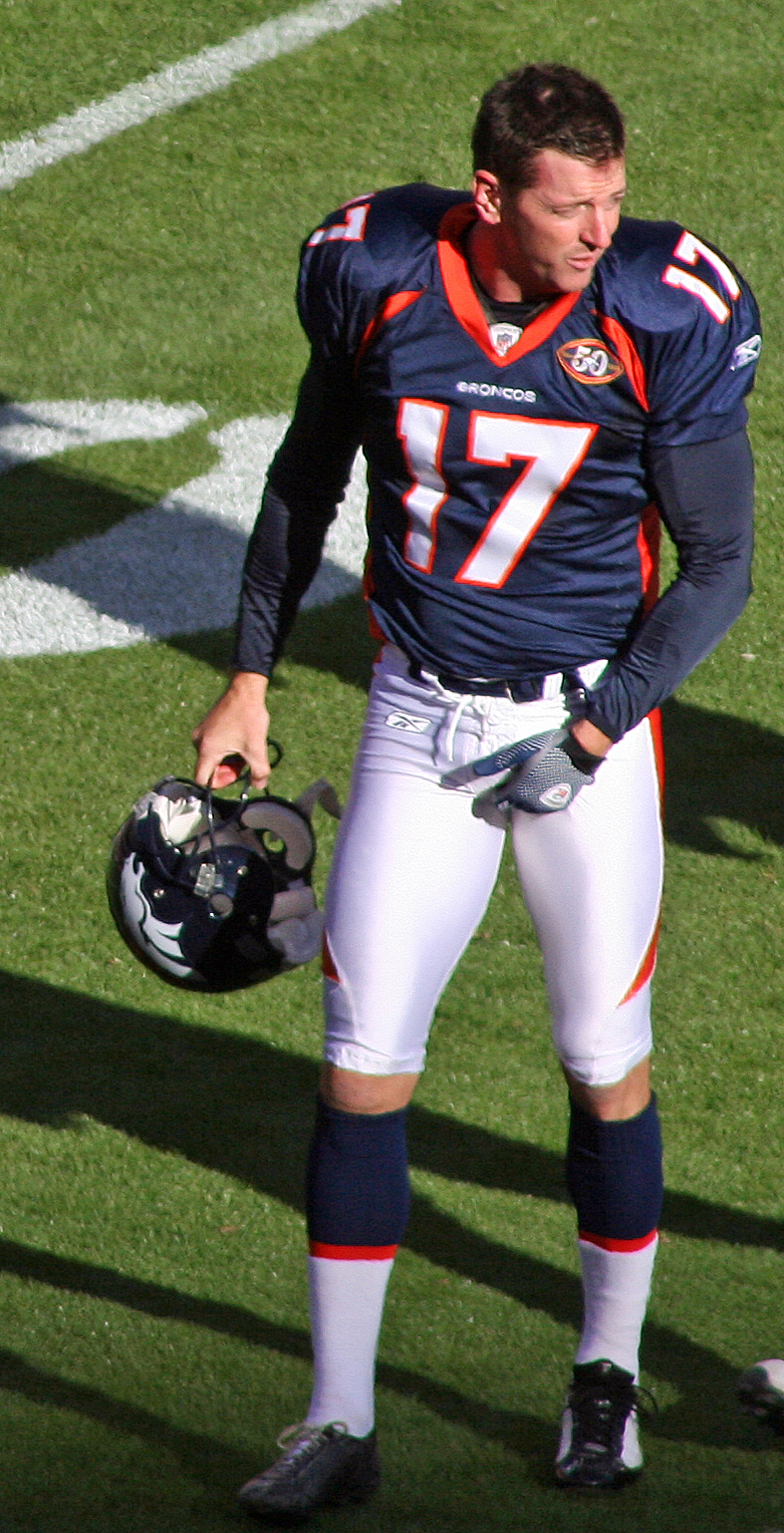

Mitch Shannon Berger (Kamloops, 24 de junho de 1972) é um jogador profissional de futebol americano canadense que foi campeão da temporada de 2008 da National Football League jogando pelo Pittsburgh Steelers.